# Rogotrunan
Rogotrunan is een bestuurslaag in het regentschap Lumajang van de provincie Oost-Java, Indonesië. Rogotrunan telt 9629 inwoners (volkstelling 2010).